# شوشتري (بابارشاني)
شوشتري (بالفارسية: شوشتری) هي قرية تقع في إيران في قسم بابارشاني الريفي. يقدر عدد سكانها بـ 29 نسمة بحسب إحصاء 2016.